# بوذية الأرض الطاهرة

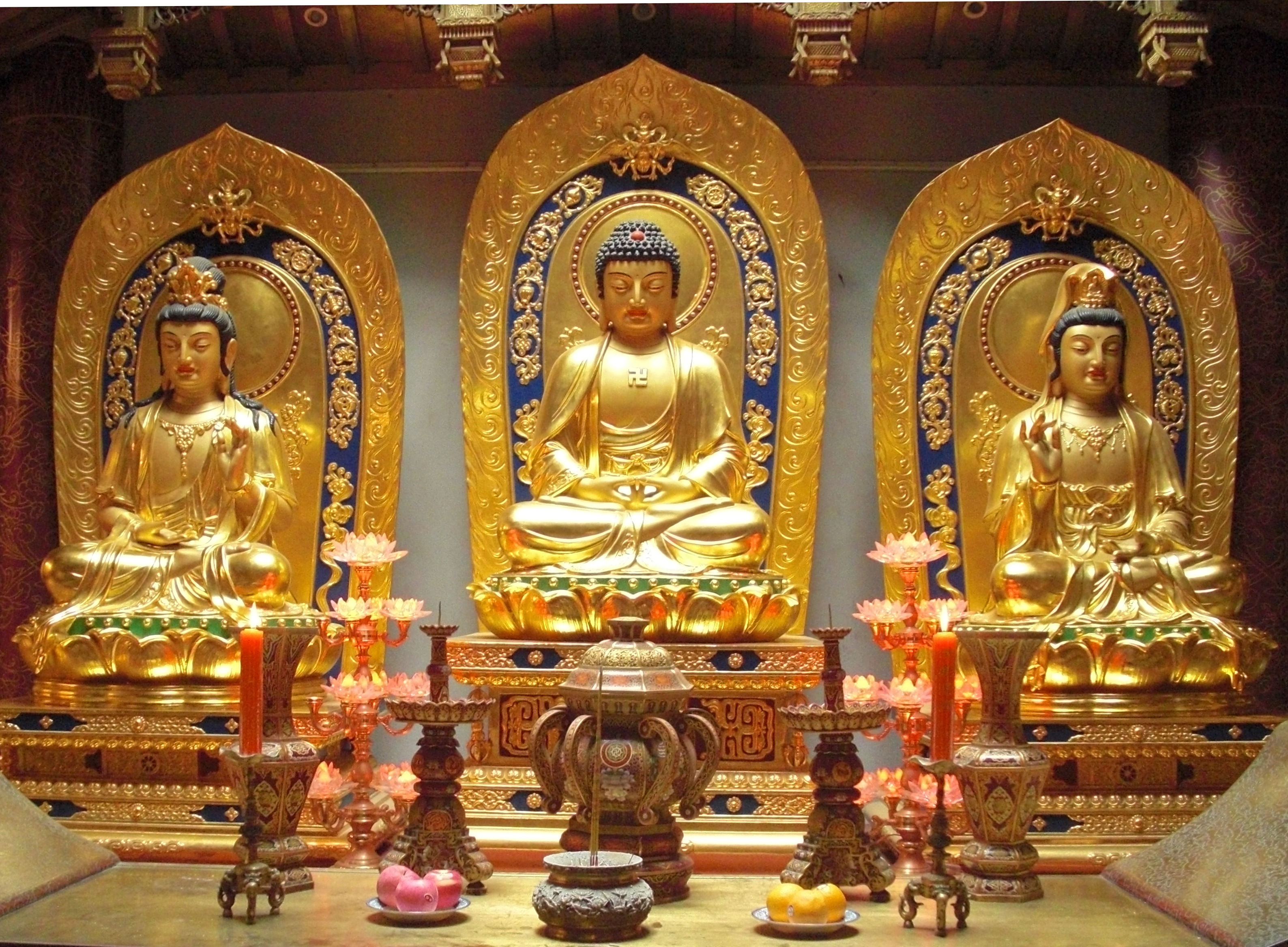
تمثال أميتابها في الوسط وعلى اليمين أفالوكيتسافارا، وعلى اليسار تمثال ماهاستهامابرابتا Mahasthamaprapta.

بوذية أميتابها والتي تعرف باسم بوذية الأرض الطاهرة Pure Land Buddhism أو الأميدية Amidism هي فرع من بوذية ماهايانا، وواحدة من أكثر فروع البوذية ممارسة في شرق آسيا، والذي يركز على مفاهيم وتعاليم أميتابها البوذية.
لبوذية أميتابها ثلاثة نصوص مقدسة سوترا رئيسية وهي سوترا الحياة الأبدية و سوترا أميتابها و سوترا أميتايوردهيانا.

## اقرأ أيضاً
- بوذية تشان